# COX7A1
COX7A1 (англ. Cytochrome c oxidase subunit 7A1) – білок, який кодується однойменним геном, розташованим у людей на короткому плечі 19-ї хромосоми. Довжина поліпептидного ланцюга білка становить 79 амінокислот, а молекулярна маса — 9 118.
| 10         |  | 20         |  | 30         |  | 40         |  | 50         |
| ---------- |  | ---------- |  | ---------- |  | ---------- |  | ---------- |
| MQALRVSQAL |  | IRSFSSTARN |  | RFQNRVREKQ |  | KLFQEDNDIP |  | LYLKGGIVDN |
| ILYRVTMTLC |  | LGGTVYSLYS |  | LGWASFPRN  |  |            |  |            |

A: Аланін

C: Цистеїн

D: Аспарагінова кислота

E: Глутамінова кислота

F: Фенілаланін

G: Гліцин

I: Ізолейцин

K: Лізин

L: Лейцин

M: Метіонін

N: Аспарагін

P: Пролін

Q: Глутамін

R: Аргінін

S: Серин

T: Треонін

V: Валін

W: Триптофан

Локалізований у мембрані, мітохондрії, внутрішній мембрані мітохондрії.